# Miss Surinam
Miss Surinam (en neerlandés: Miss Suriname) es un concurso de belleza nacional en Surinam. Se encarga de seleccionar a la representante del país para el concurso Miss Universo.

## Ganadoras
Ganadora de un título internacional
     Miss Universo Surinam
     Miss Mundo Surinam
     Miss Internacional Surinam
     Miss Tierra Surinam
     Miss Supranacional Surinam
     Miss Grand Surinam
     Mister Supranacional Surinam
| Año  | Miss Surinam                                               | Miss Tropical Beauties Surinam | Mister Surinam            |
| ---- | ---------------------------------------------------------- | ------------------------------ | ------------------------- |
| 1951 | Olga Tjon En Fa                                            | Otorgado a partir de 2011      | Otorgado a partir de 2016 |
| 1955 | Greta Nahar                                                | Otorgado a partir de 2011      | Otorgado a partir de 2016 |
| 1956 | Detta van Brussel                                          | Otorgado a partir de 2011      | Otorgado a partir de 2016 |
| 1958 | Gertrud Gummels                                            | Otorgado a partir de 2011      | Otorgado a partir de 2016 |
| 1959 | Alita Visser                                               | Otorgado a partir de 2011      | Otorgado a partir de 2016 |
| 1960 | Christine Jie Sam Foek                                     | Otorgado a partir de 2011      | Otorgado a partir de 2016 |
| 1961 | Kitty Essed                                                | Otorgado a partir de 2011      | Otorgado a partir de 2016 |
| 1963 | Brigitta Hougen                                            | Otorgado a partir de 2011      | Otorgado a partir de 2016 |
| 1964 | Cynthia Ingrid Dijkstra                                    | Otorgado a partir de 2011      | Otorgado a partir de 2016 |
| 1965 | Anita van Eyck                                             | Otorgado a partir de 2011      | Otorgado a partir de 2016 |
| 1966 | Joyce Magda Leysner                                        | Otorgado a partir de 2011      | Otorgado a partir de 2016 |
| 1969 | Greta Natsir                                               | Otorgado a partir de 2011      | Otorgado a partir de 2016 |
| 1970 | Ingrid Mamadeus                                            | Otorgado a partir de 2011      | Otorgado a partir de 2016 |
| 1971 | Marita Martowirono                                         | Otorgado a partir de 2011      | Otorgado a partir de 2016 |
| 1972 | Carmen Cerna Muntslag                                      | Otorgado a partir de 2011      | Otorgado a partir de 2016 |
| 1973 | Yvonne Ma Ajong                                            | Otorgado a partir de 2011      | Otorgado a partir de 2016 |
| 1974 | Bernadette Werners                                         | Otorgado a partir de 2011      | Otorgado a partir de 2016 |
| 1975 | Mavis Slengard                                             | Otorgado a partir de 2011      | Otorgado a partir de 2016 |
| 1976 | Peggy Van der Leuv                                         | Otorgado a partir de 2011      | Otorgado a partir de 2016 |
| 1977 | Marlene Roesmienten Saimo                                  | Otorgado a partir de 2011      | Otorgado a partir de 2016 |
| 1978 | Garance Harriette Rustwijk                                 | Otorgado a partir de 2011      | Otorgado a partir de 2016 |
| 1979 | Sergine Lieuw-A-Len                                        | Otorgado a partir de 2011      | Otorgado a partir de 2016 |
| 1981 | Joan Boldewijn                                             | Otorgado a partir de 2011      | Otorgado a partir de 2016 |
| 1982 | Vanessa de Vries                                           | Otorgado a partir de 2011      | Otorgado a partir de 2016 |
| 1989 | Consuela Cruden                                            | Otorgado a partir de 2011      | Otorgado a partir de 2016 |
| 1990 | Saskia Sibilo                                              | Otorgado a partir de 2011      | Otorgado a partir de 2016 |
| 1991 | Simone Vos                                                 | Otorgado a partir de 2011      | Otorgado a partir de 2016 |
| 1992 | Nancy Kasangaloewar                                        | Otorgado a partir de 2011      | Otorgado a partir de 2016 |
| 1993 | Jean Zhang                                                 | Otorgado a partir de 2011      | Otorgado a partir de 2016 |
| 1999 | Serafiya Niekoop                                           | Otorgado a partir de 2011      | Otorgado a partir de 2016 |
| 2007 | Safyra Rachida Duurham                                     | Otorgado a partir de 2011      | Otorgado a partir de 2016 |
| 2008 | Mireille Nederbiel                                         | Otorgado a partir de 2011      | Otorgado a partir de 2016 |
| 2009 | Zoureena Rijger                                            | Otorgado a partir de 2011      | Otorgado a partir de 2016 |
| 2010 | Jo-Ann Damien Sang                                         | Otorgado a partir de 2011      | Otorgado a partir de 2016 |
| 2011 | x                                                          | Sharifa Henar                  | Otorgado a partir de 2016 |
| 2012 | Stefanie Grace Gentle                                      | Periskia Laing                 | Otorgado a partir de 2016 |
| 2013 | x                                                          | Jaleeza Weibolt                | Otorgado a partir de 2016 |
| 2014 | Aiapra With                                                | Tashana Lösche                 | Otorgado a partir de 2016 |
| 2015 | El título de «Miss Surinam» no se otorgó entre 2014 y 2024 | Nicole Shelley Tsai-A-Woen     | Otorgado a partir de 2016 |
| 2016 | El título de «Miss Surinam» no se otorgó entre 2014 y 2024 | Jaleesa Pigot                  | Roché Raoul Kioe-A-Sen    |
| 2017 | El título de «Miss Surinam» no se otorgó entre 2014 y 2024 | Farahnaaz Margaret             | Arthur Nóbrega            |
| 2018 | El título de «Miss Surinam» no se otorgó entre 2014 y 2024 | Sri-Dewi Martomamat            | Angelo Wijngaarde         |
| 2019 | El título de «Miss Surinam» no se otorgó entre 2014 y 2024 | Farisha Tjin Asjoe             | Glaucio Stekkel           |
| 2023 | El título de «Miss Surinam» no se otorgó entre 2014 y 2024 | Pooja Chotkan                  | Irvaan Gajadhar           |
| 2024 | El título de «Miss Surinam» no se otorgó entre 2014 y 2024 |                                |                           |
| 2025 | Chiara Wijntuin                                            |                                |                           |

## Representación internacional

### Miss Universo Surinam
: Declarada como ganadora
     : Terminó como finalista
     : Terminó como una de las semifinalistas o cuartofinalistas
     : Terminó como ganadora de premios especiales
| Año                           | Miss Universo Surinam      | Posición en Miss Universo | Premios especiales | Notas       |
| ----------------------------- | -------------------------- | ------------------------- | ------------------ | ----------- |
| 2025                          | Chiara Wijntuin            | Por competir              | Por competir       |             |
| 2024                          | Pooja Chotkan              | No clasificó              |                    |             |
| No compitió entre 2000 y 2023 |                            |                           |                    |             |
| 1999                          | Serafiya Niekoop           | No clasificó              |                    |             |
| No compitió entre 1994 y 1998 |                            |                           |                    |             |
| 1993                          | Jean Zhang                 | No clasificó              |                    |             |
| 1992                          | Nancy Kasangaloewar        | No clasificó              |                    |             |
| 1991                          | Simone Vos                 | No clasificó              |                    |             |
| 1990                          | Saskia Sibilo              | No clasificó              |                    |             |
| 1989                          | Consuela Cruden            | No clasificó              |                    |             |
| No compitió entre 1983 y 1988 |                            |                           |                    |             |
| 1982                          | Vanessa de Vries           | No clasificó              |                    |             |
| No compitió entre 1980 y 1981 |                            |                           |                    |             |
| 1979                          | Sergine Lieuw-A-Len        | No clasificó              |                    |             |
| 1978                          | Garance Harriette Rustwijk | No clasificó              |                    |             |
| 1977                          | Marlene Roesmienten Saimo  | No clasificó              |                    |             |
| 1976                          | Peggy Vandeleuv            | No clasificó              |                    |             |
| 1975                          | No compitió                | No compitió               | No compitió        | No compitió |
| 1974                          | Bernadette Werners         | No clasificó              |                    |             |
| 1973                          | Yvonne Ma Ajong            | No clasificó              |                    |             |
| 1972                          | Carmen Cerna Muntslag      | No clasificó              |                    |             |
| 1971                          | Marcelle Darou             | No clasificó              |                    |             |
| 1970                          | Ingrid Mamadeus            | No clasificó              |                    |             |
| 1969                          | Greta Natsir               | No clasificó              |                    |             |
| No compitió entre 1967 y 1968 |                            |                           |                    |             |
| 1966                          | Joyce Magda Leysner        | No clasificó              |                    |             |
| 1965                          | No compitió                | No compitió               | No compitió        | No compitió |
| 1964                          | Cynthia Ingrid Dijkstra    | No clasificó              |                    |             |
| 1963                          | Brigitta Hougen            | No clasificó              |                    |             |
| No compitió entre 1961 y 1962 |                            |                           |                    |             |
| 1960                          | Christine Jie Sam Foek     | No clasificó              |                    |             |
| 1959                          | No compitió                | No compitió               | No compitió        | No compitió |
| 1958                          | Gertrud Gummels            | Top 15                    |                    |             |